# ستي فاطمة
ستي فاضمة هي جماعة قروية في إقليم الحوز بجهة مراكش آسفي. وهي تضم .. نسمة، حسب الإحصاء العام للسكان والسكنى لسنة 2014.

## دواوير الجماعة
- دوار
- دوار
- دوار
- دوار
- دوار
- دوار
- دوار

## التعليم
قائمة المؤسسات التعليمية في جماعة ستي فاضمة:
- مجموعة مدارس ولماس
- مجموعة مدارس الملوكي
- مجموعة مدارس اكرماون
- مجموعة مدارس انفلي
- مجموعة مدارس ستي فاضمة
- مجموعة مدارس اغرمان
- مجموعة مدارس يابورا
- إعدادية المركز التربوي أغبالو

## النقل والطرق
تتوفر سيارات الأجرة بين أوريكة و ستي فاضمة بـ 10 دراهم، كما توجد أيضاً حافلات صغيرة للنقل المزدوج (غالبا باللون الأخضر) تنقل المسافرين بين أوريكة وستي فاضمة.

## السياحة
تعتبر السياحة هي النشاط الرئيسي والأساسي لمنطقة ستي فاضمة، حيث تتوفر على مجموعة من الشلالات والمناظر الطبيعية الرائعة. يأتي السياح من مراكش لزيارة ستي فاضمة، وغالبيتهم من الأجانب، والذين يصلون للمنطقة من خلال رحلات يومية يتم تنظيمها من طرف وكالات الأسفار السياحية. أما السياح المغاربة فيأتون لزيارة ستي فاضمة خصوصاً في فصل الصيف، حيث تكون درجة الحرارة فيها معتدلة بفضل الوديان والمياه والغابات.
تتوفر المنطقة على العديد من المطاعم والفنادق للمبيت.